# Trinidad María Enríquez
Trindade Maria Enríquez (Cusco, 5 de junho de 1846 — Lima, 20 de abril de 1891) foi uma professora e ativista peruana. Após completar a educação disponível para ela, fundou uma escola para meninas e obteve os requisitos necessários para entrar na universidade. Apelando ao Presidente do país, foi-lhe concedido o direito de passar por um exame que revelaria se estava adequadamente preparada. Tendo sido aprovada, Enríquez concluiu o curso de graduação da Universidade Nacional de Santo Antônio Abade de Cusco, tornando-se em 1878 a primeira graduada mulher do Peru. Apesar disso, negaram-lhe a permissão para advogar, o que a fez lutar, através do legislativo e do judiciário, por este direito até seu falecimento.

## Início de vida
Trindade Maria Josefa Enríquez Ladrón de Guevara nasceu em 5 de junho de 1846 em Cusco, no Peru, sendo filha de Cecilia Ladrón de Guevara y Castilla e Marcelino Enríquez. Era descendente de Túpac Amaru e seu filho Túpac Amaru II, de acordo com o historiador Horácio Villanueva Urteaga. Enríquez matriculou-se no El Colegio de señoritas "Educandas", destacando-se em seus estudos. Na época, não havia oportunidades de ensino superior para as mulheres nem escolas que ofereciam ensino médio completo. Os costumes decretavam que as mulheres eram destinadas a tornarem-se esposas e mães. O único treinamento oferecido era restrito às mulheres da classe alta, focando-se em prepará-las para a leitura, costura e música.

## Carreira
Aos onze anos de idade, Enríquez estudou em cursos de geografia no colégio "Educandas". Ela fundou uma escola para mulheres, conhecida como Colégio Superior para Mujeres, em 1º de junho de 1870. Em seu currículo, incluiu-se cursos preparatórios para os vestibulares das universidades, tendo aulas de aritmética, gramática, lexicografia e história mundial. Enríquez baseou-se nos cursos que oferecia para conseguir entrar na universidade. Na época, a sociedade era dividida sobre a questão da necessidade de educação paras as mulheres e, depois de três anos, acabou fechando a escola.
Com o objetivo de prosseguir com os estudos e iniciar o ensino superior, para então tornar-se uma advogada, Enríquez inscreveu-se para a universidade após receber um decreto governamental que permitia-lhe passar pelas provas iniciais. O decreto, emitido em 3 de outubro de 1874 e necessário para validar seus três anos de estudo cursados em sua própria escola, considerou-a capaz, autorizando-a a entrar em qualquer universidade nacional. De 20 a 29 de abril de 1875, foi examinada por um júri que determinaria o seu grau de preparação. As avaliações foram publicadas em jornais regionais, sendo muito comentadas. Enríquez recebeu uma alta pontuação que possibilitou-a a ingressar na Universidade Nacional de Santo Antônio Abade de Cusco. Em 1878, graduou-se pela instituição com um diploma em jurisprudência, sendo assim a primeira mulher a receber um diploma universitário no país.
Proibida por lei de receber uma licença que permitiria-lhe advogar, Enríquez recorreu ao Congresso Peruano e ao poder Judiciário. Apesar de que Mariano Felipe Paz Soldán, o Ministro da Justiça e Instrução, tenha sido favorável ao ingresso das mulheres na advocacia, outros não eram. O advento da Guerra do Pacífico, em 1879, impediu que o legislativo avaliasse sua solicitação. Em 5 de outubro de 1881, o Presidente Nicolás de Piérola emitiu uma autorização presidencial permitindo que Enríquez ingressasse na ordem dos advogados. Ela rejeitou a exceção, argumentando que a lei deveria permitir que qualquer mulher tivesse acesso igualitário à advocacia. Após o término da guerra, o legislativo deliberou o pedido de Enríquez novamente e, após consulta com os Tribunais Superiores de Justiça, em Lima, negou seu pedido em 1886.
Em 1870, Enríquez fundou a Sociedade Artesanal de Cusco, que funcionava como uma escola noturna aos trabalhadores, ensinando-lhes a ler, a escrever e educando-os sobre os seus direitos garantidos por lei. Ela também fundou e editou o jornal La voz del Cusco, que centrou-se em questões que afetavam as mulheres e os trabalhadores. A decisão final do tribunal, em Lima, foi publicada em 1891 pelo procurador Ricardo Espinoza, que negou a licença arguindo que as mulheres não tinham a força física e capacidade mental para atuarem como profissionais e que, concedendo-lhes tal direito, elas se tornariam masculinas.

## Morte e legado
Enríquez morreu em 20 de abril de 1891, em Lima, vitimada por febre cerebral, e foi sepultada no Cemitério de La Almudena, em Cusco. A persistência de Enríquez para entrar na universidade inspirou outras mulheres e, por volta de 1908, uma dúzia delas já haviam obtido a autorização para cursar o ensino superior; no entanto, uma faculdade de direito não recebeu a matrícula de outra mulher até 1913, quando Rosa Pérez Liendo foi autorizada a começar seus estudos. Em 1914, o retrato de Enríquez foi pendurado no salão principal da Universidade Nacional de Santo Antônio Abade de Cusco. Em 2005, Tania Gutiérrez Samanez publicou a biografia Trindade Maria Enríquez detalhando sua vida, e María Trinidad Enríquez, una abogada en los Andes foi publicado por Carlos Ramos Núñez e Martín Baigorria Castillo.

### Nota
- Este artigo foi inicialmente traduzido, total ou parcialmente, do artigo da Wikipédia em inglês cujo título é «Trinidad María Enríquez», especificamente desta versão.